# Chuva em pô
Chuva em pô was het zevende album van de Belgische band Think of One. Het verscheen in 2004.
Het album kreeg lovende kritieken. Zo werd het album door Menno Claes van Rif Raf in april 2004 beschreven als een "wereldplaat" en stelde muziekrecensent Christophe Verbiest van Humo op 13 maart 2004: "Zoals 'Pura Gasolina' - aanvankelijk niet meer dan wat percussie - aan het eind ontspoort: héérlijk."

## Tracklist
Het album bevat de volgende tracks:
1. Disciplinador
2. Caranguejo
3. Paleto
4. Maconna do Brasil
5. Tubarao
6. Maracatu Misterioso
7. Coco Medley
8. Avo no Céu
9. Sideways Swimmin'
10. Pura Gasolina
11. Grito Grande
12. Frevo Pinguin

## Meewerkende muzikanten
- Cris Nolasco (zang)
- David Bovée (klavier, machete, zang)
- Dominic Ntoumos (trompet)
- Dona Cila Do Coco (zang)
- Eric Morel (saxofoon)
- Lulu Araujo (agogô, zang)
- Roel Poriau (drums, kwita, rasp)
- Tobe Wouters (trombone, tuba)
- Tomas De Smet (basgitaar, contrabas)